# Mistrzostwa Świata w Kolarstwie Górskim 1991
2. Mistrzostwa Świata w Kolarstwie Górskim – zawody sportowe, które odbyły się w dniach 15–16 września 1991 roku we włoskiej miejscowości Ciocco. Rozegrane zostały po dwie konkurencje dla kobiet i mężczyzn: cross country i downhill.

## Wyniki
| Konkurencja:          | Złoto:           | Srebro:             | Brąz:        |
| Klasyfikacja mężczyzn |                  |                     |              |
| Cross country         | John Tomac       | Thomas Frischknecht | Ned Overend  |
| Downhill              | Albert Iten      | John Tomac          | Glen Adams   |
| Klasyfikacja kobiet   |                  |                     |              |
| Cross country         | Ruthie Matthes   | Eva Orvošová        | Silvia Fürst |
| Downhill              | Giovanna Bonazzi | Nathalie Fiat       | Cindy Devine |

## Tabela medalowa
| Miejsce | Państwo           |   |   |   | Razem |
| ------- | ----------------- | - | - | - | ----- |
| 1.      | Stany Zjednoczone | 2 | 1 | 2 | 5     |
| 2.      | Szwajcaria        | 1 | 1 | 1 | 3     |
| 3.      | Włochy            | 1 | 0 | 0 | 1     |
| 4.      | Czechosłowacja    | 0 | 1 | 0 | 1     |
|         | Francja           | 0 | 1 | 0 | 1     |
| 6.      | Kanada            | 0 | 0 | 1 | 1     |